# Nikola Živanović
Nikola Živanović (Kneževo, 3. kolovoza 1977.), novinar i majstor u rješavanju logičkih zadataka. Od rođenja do 1997. godine živio je u Belom Manastiru, gdje je završio osnovnu školu i gimnaziju, dok studij u Beogradu nije okončao. Radi kao urednik informativnog programa u regionalnom radiotelevizijskom centru "Spektar" u Somboru. Jedan je od dopisnika beogradskog dnevnog lista "Blic", a u novinarstvu radi od siječnja 2000. godine. U slobodno vrijeme bavi se šahom i rješavanjem logičkih zadataka, u čemu je službeni prvak Srbije i Crne Gore.

## Logičke zagonetke
Iako se od malena zanimao za križaljke, zagonetaštvom se počeo baviti od 2002. godine, kad se zainteresirao za ostale zagonetke i igru kvizovku. Anagrami i rebusi su mu, bar zasad, ostali sporedna stvar. Na svom prvom kvizovkaškom turniru bio je pobjednik, savladavši dva puta novosadskog majstora Zorana Radisavljevića. Bilo je to na 7. enigmatskoj koloniji u Somboru, održanoj 2003. godine. Zanimljivo je da do sada na turnirima u kvizovci nikad nije bio slabije plasiran od 4. mjesta. 
Logičkim se zadacima bavi od 2004. godine i jako mu dobro ide. Za sada u Srbiji nema ozbiljnu konkurenciju. Na natjecanjima organiziranim u Srbiji i Crnoj Gori ostvaruje gotovo trostruko više bodova od drugoplasiranog sudionika. Bavi se i sastavljanjem logičkih zadataka. Savez zagonetača Srbije uskoro namjerava da Srbiju kandidira za domaćina jednog velikog međunarodnog natjecaenja u rješavanju logičkih zadataka pa mora imati i spremne sastavljače takvih zadataka.

## Rezultati
Kvizovka:
- pobjednik 7. enigmatske kolonije u Somboru 2003. godine
- pobjednik kvizovkaškog turnira na 6. memorijalnom turniru "Tomislav Munišić" u Novom Sadu 2005. godine

Anagrami:
- pobjednik natjecanja u naslovnim anagramima u Somboru 2005. godine (pobjednički anagram glasio je: IMA NASLOV ŠPANIJE, sastavljen od novinskog naslova VALENSIJA ŠAMPION)

Enigmatske zagonetke:
- treće mjesto na 6. memorijalu "Tomislav Munišić" u Novom Sadu 2005. godine

Logičke zagonetke: 
- prvak Srbije i Crne Gore za 2005. godinu
- 46. mjesto (od 102 rješavača) u pojedinačnoj konkurenciji na 14. svjetskom prvenstvu u rješavanju logičkih zagonetaka (Eger, 8-13. X. 2005), najbolje plasirani član reprezentacije SCG
- prvak Srbije i Crne Gore u rješavanju sudoku-zadataka za 2006. godinu
- deveto mjesto u konačnom plasmanu na Prvom svjetskom prvenstvu u rješavanju sudokua, koje je održano u talijanskom gradu Lucca od 10. do 12. III. 2006, između 85 sudokista iz 22 zemlje